# Duders Point (promontoire)

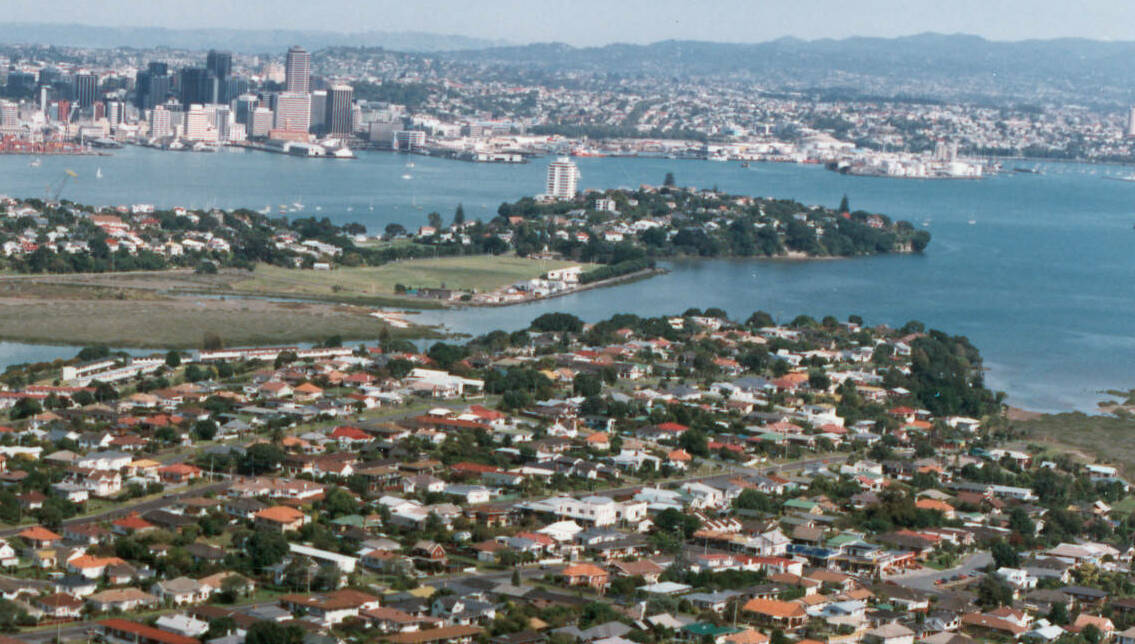
Duders Point, photographié en 1992.

Duders Point sur le  North Shore, est une petite péninsule située près de la banlieue de Devonport, dans l’Île du Nord de la Nouvelle-Zélande.

## Situation
‘Duders Point’, fait saillie dans la baie de Ngataringa Bay entre Stanley Bay et  Bayswater, et elle est entourée par des vasières et des forêts de mangrove. 

## Activité
Elle est essentiellement résidentielle.  